# 241

## Události
- Starobylé město Bagram (v Afghánistánu) bylo opuštěno
- Nový perský vládce Šápúr I. připojuje k Persii několik částí Kušánské říše

## Úmrtí
- Ardašír I., zakladatel sasánovské říše (novoperské říše), které vládl v letech 226–241

## Hlavy států
- Papež – Fabián (236–250)
- Římská říše – Gordianus III. (238–244)
- Perská říše – Ardašír I.? (224/226–240/241) » Šápúr I. (240/241–271/272)
- Kušánská říše – Kaniška II. (230–247)
- Japonsko (region Jamataikoku) – královna Himiko (175–248)

Indie:
- Guptovská říše – Maharádža Šrí Gupta (240–280)